# (1463) Nordenmarkia
(1463) Nordenmarkia est un astéroïde de la ceinture principale découvert le 6 février 1938 par l'astronome finnois Yrjö Väisälä. Sa désignation provisoire était 1938 CB.
Il tire son nom de l'astronome suédois Nils Viktor Nordenmark.